# Hirvijärvi (sjö i Finland, Päijänne-Tavastland, lat 61,65, long 25,80)
Hirvijärvi är en sjö i Finland. Den ligger i kommunen Sysmä i landskapet Päijänne-Tavastland, i den södra delen av landet, 170 km norr om huvudstaden Helsingfors. Hirvijärvi ligger 95 meter över havet. I omgivningarna runt Hirvijärvi växer i huvudsak blandskog. Den är 14,98 meter djup. Arean är 4,71 kvadratkilometer och strandlinjen är 30,14 kilometer lång. Sjön  ingår i Kymmene älvs huvudavrinningsområde. 